# Кастроизм

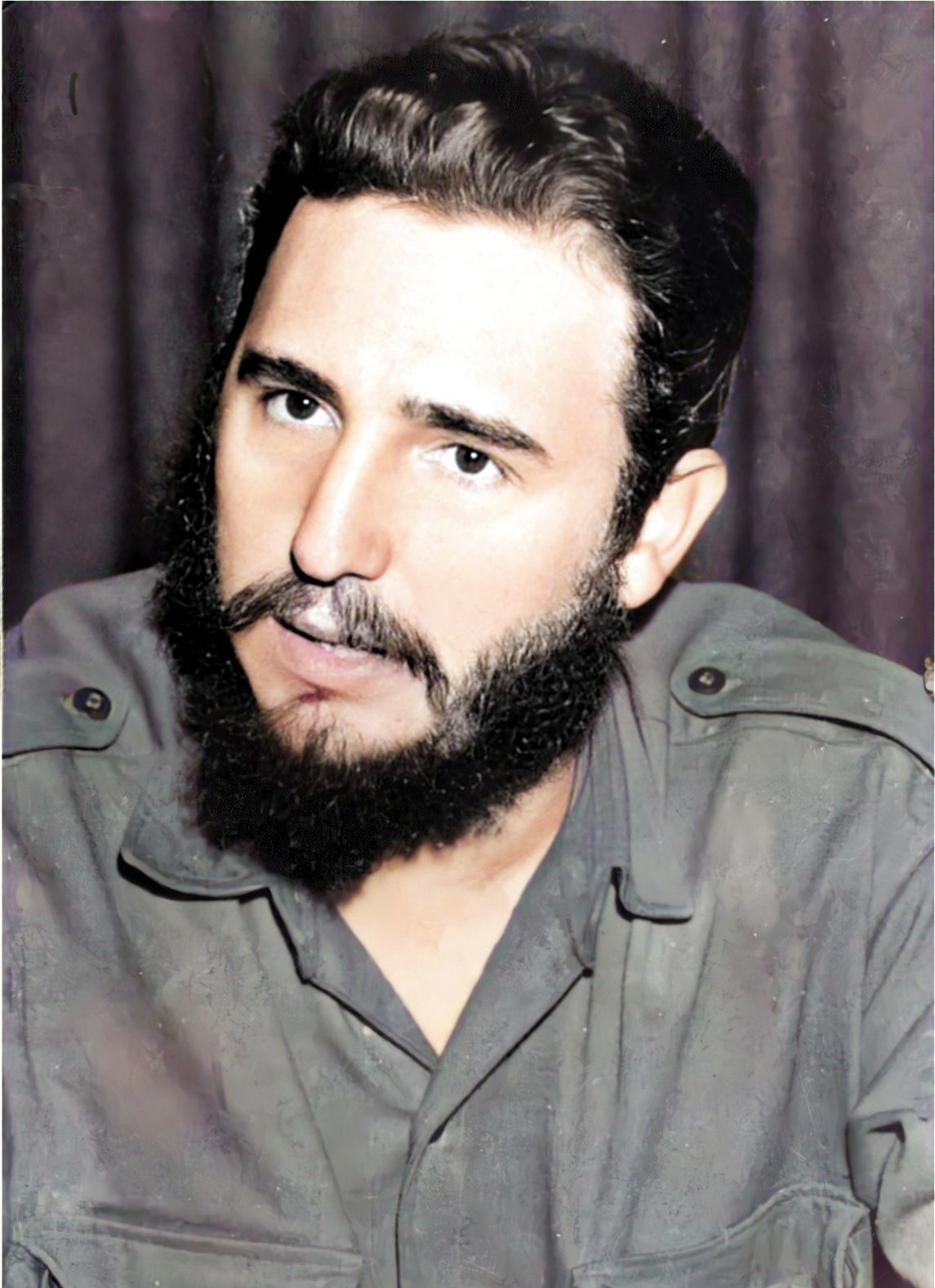
Фидель Кастро

Кастроизм (исп. Castrismo) — экономическое и политическое учение, основанное Фиделем Кастро на базе трудов кубинского революционера и поэта Хосе Марти. Кастроизм возник как учение об освобождение народов Африки, Азии и Латинской Америки от колониализма и диктатуры. Кастроизм содержит в себе специфическую интерпретацию марксизма. Основополагающей идеей кастроизма являлось намерение «поддерживать революционные движения и движения национального освобождения по всему миру». Ф. Кастро образно описал причину, детерминировавшую эту линию кубинской внешней политики: «Они интернационализировали блокаду, мы интернационализировали повстанческое движение»

## Влияние исторических и политических событий
Кастроизм можно классифицировать как одно из течений марксизма, наряду с ленинизмом, троцкизмом и маоизмом. Однако корни кастроизма заключаются в повальной эксплуатации народов Латинской Америки. Страны Африки, Азии и Латинской Америки исторически никогда не являлись самостоятельными государствами. К народам этих стран национальная буржуазия Франции, Испании, Вашингтона и т. д. относилась как к людям второго сорта. В дореволюционном Китае 70 % всех обрабатываемых земель Китая принадлежали помещикам и капиталистам. На дореволюционной Кубе три американские компании владели большей территории земли чем 62 000 кубинских крестьян. Пренебрежительное отношения к народах этих стран, — повальная эксплуатация и гнёт, тирания и диктатура, — всё это следствие колониальных амбиций империалистических стран которые за счёт жизни абсолютного большинства населения Африки, Лат. Америки и Азии удовлетворяют желания самого эгоистичного и потребительского общества мира, — североамериканского общества. Эти причины и вызвали появления такого учения об освобождении народов как кастроизм.

## Практическая реализация
Начиная с 1959 г. Куба превратилась в страну солидарности с другими народами, — кубинская внешняя политика стала богата на помощь нуждающимся странам в обретении независимости или свержении очередного диктатора. Куба помогала Доминиканской республике, Алжиру, Бразилии, Никарагуа, Эфиопии, Анголе, Гвинеи-Бисау и т. д.

### Доминиканская республика.
Военная помощь другой стране случилась ещё в первом полугодии 1959 г. когда отряд состоящий из 56 доминиканских революционеров, которые воевали бок обок с кубинцами, во главе с легендарным Камило Сьенфуэгосом были на кубинском самолёте переброшены в Доминиканскую республику, чтобы воевать против диктатора Рафаэля Леонидаса Трухильо — одного из самых кровавых диктаторов в истории Латинской Америки, к которому 1 января 1959 года бежал свергнутый на Кубе Фульхенсио Батиста.
Около 5 часов утра 13 июня команданте Камило Сьенфуэгос собрал две группы революционеров. Три боевых фрегата, имевшиеся тогда в распоряжении военно-морских сил Кубы, осуществляли поддержку и обеспечивали безопасность двух судов доминиканских патриотов. А на следующий день, — 14 июня 1959 года кубинский самолёт перебросил в Доминиканскую Республику 56 доминиканских революционеров, сражавшихся вместе с кубинскими. Шесть дней спустя с двух яхт на северное побережье страны высадились дополнительные отряды.

### Алжир
В Алжире в момент победы кубинской революции уже во всю полыхала война за независимость. 27 июня 1961 г. Куба стала единственной страной в Западном полушарии, признавшей алжирское правительство в изгнании. Куба, конечно поддержала независимое правительство не только в политическом плане.
В январе 1962 г. Куба решила предоставить материальную и военную помощь алжирским революционерам, которые вели борьбу с 1954 г. В лагерь Фронта Национального Освобождения Алжира в городе Уджда, недалеко от алжирской границы, кубинские власти морем направили груз из 1500 единиц оружия. Судно «Баиа-де-Нипе» вернулось на Кубу с 78 ранеными алжирскими партизанами и 20 детьми-беженцами, в основном сиротами.
В сентябре 1963 г. марокканское правительство Хасана II решило начать территориальное завоевание, захватив алжирскую пограничную зону, богатую природными ресурсами. Ослабленный за восемь лет войны кровопролитной гражданской войны за независимость, которая обрушилась на страну, Алжир не мог себя защитить. Президент Алжира Ахмед бен Белла обратился к Кубе с просьбой о срочной военной помощи в борьбе с интервенцией. В октябре 1963 г. правительство Гаваны направило танковую дивизию и 700 солдат под командованием ветерана Гранмы и Сьерры-Маэстры Эфихенио Амейхераса, которые располагали самыми современными советскими вооружениями.
В результате этой демонстрации сил Марокко было вынуждено 30 октября 1963 г. подписать пакт о прекращении огня на границе двух стран и через несколько недель покинуть оккупированные территории без участия кубинских войск.
Легитимный лидер Кубы Фидель Кастро впоследствии отмечал:
«Наша борьба и её перспективы неизбежно выходили за рамки чисто национального события и становились частью мирового революционного движения. Господству самой богатой и могущественной империалистической державы нельзя было противостоять лишь силами одной небольшой, слабой и изолированной страны.»
По совокупности всех этих причин президент алжирской Республики Абдель Азиз Бутефлика объявил восьмидневный траур после смерти Фиделя Кастро 25 ноября 2016 г. В своём послании соболезнований кубинскому народу он выразил признательность Алжира за неизменную поддержку Гаваны:
«Также это большая потеря для алжирского народа, который имеет особые отношения с Команданте, состоящие из взаимного уважения, восхищения и привязанности. Отношения, уникальные тем, что мы разделили некоторые страницы истории славной борьбы за национальное освобождение, на которых Лидер максимо сыграл важную роль вместе с алжирским народом. Это боевое товарищество найдёт своё продолжение и после того, как Алжир обретёт независимость, и проявится в солидарности и поддержке в восстановлении нашей страны, разрушенной разрушительной колониальной войной […]. Я воздаю должное подлинному защитнику ценностей мира, национального суверенитета и непримиримой борьбы за право народов распоряжаться собой!».

### Бразилия
В 1964 году в Бразилии была установлена военная диктатура посредством государственного переворота. Через несколько лет наиболее радикально настроенный участник Бразильской Коммунистической Партии Карлус Маригелла отправляется на конференцию «Организация Латиноамериканской Солидарности» (OLAS) в Гавану. Вернувшись в Бразилию в 1967 г. Карлус Маригелла очарованной геваристской концепцией фокизма реорганизует группу своих сторонников в штате Сан-Паулу в «Коммунистическую группировку Сан-Паулу». Карлус Маригелла отвергал псевдореволюционной Бразильской Коммунистической Партии.
В сентября 1967 года Карлус Маригелла отправляет семёрку бразильских коммунистов на Кубу для прохождения полноценной военной подготовки. Позже эта семёрка будет называться «Первой Армией ALN». Пишет ряд теоретических, стратегических и практических работ посвящённых политическому положению в Бразилии и дальнейшему развитию «Коммунистической группировке».
В июле 1968 года комбатанты «Первой Армии» возвращаются с Кубы и «Коммунистическая Группировка» устраивает целый ряд вооружённых акций включая нападение на оружейную фабрику «Indústria Rochester» и убийство капитана армии США Чарльза Родни Чендлера. В том же месяце Маригелла отправляет вторую группировку бразильцев на Кубу для прохождения военного обучения.
«Коммунистической Группировке» активно помогали монахи-доминиканцы такие как: Фрей Бетто, Фрей Освальду и другие.
В январе 1969 года «Коммунистическая Группировка» впервые называется «ALN». В 1969 г. ALN устроила ряд терактов и диверсий включая нападение на представительство «Культурной ассоциации Бразилия — США» и нападение на офис «Союза Бразильских Банков».
В целом в 1969—1970 годах ALN почти полностью уничтожена в ходе спецопераций, направленных на уничтожение сопротивления военной хунте.

### Чили
11 сентября 1973 года произошёл государственный военный переворот в Чили, в результате которого был свергнут легитимный президент страны Сальвадор Альенде и правительство Народного единства. Переворот был тщательно спланированной военной операцией, подготовленной и осуществлённой под руководством и при непосредственном участии ЦРУ США.
В первый месяц правления антинародная хунта военных во главе с генералом-предателем Аугусто Пиночетом развела компанию террора против левых партий и народа в целом. Пострадали сотни тысяч чилийцев, тысячи попали в тюрьмы, концлагеря и подвергались пыткам. Наивно полагать что подобная практика не столкнулась с сопротивлением со стороны левых политических групп которые смогли укрепить свои позиции в течение 3-х лет правления демократического социалиста Сальвадора Альенде. Боевые отряды партий и движений, которых поддерживала Куба более 10 лет вели работу по свержению режима Пиночета, организовав и осуществив с разной степенью успеха множество крупных антипиночетовских акций включая покушение на самого Аугуста.
Несмотря на репрессии сразу же после военного переворота среди уцелевших чилийских левых началось обсуждение возможных путей развёртывания борьбы против хунты.
В 1974—1975 гг. кубинское революционное правительство Фиделя Кастро организовало несколько встреч с бежавшими из Чили коммунистами и социалистами. Встретилось правительство с такими известными личностями как Володя Тейтельбольм, Родриго Рохас, Гладис Марин и пр.
Фидель предложил чилийским коммунистическим лидерам организовать полноценную военную подготовку коммунистической молодёжи в военных училищах Восточного Блока. Речь шла о полноценном военном образовании, по завершении которого чилийцы получили бы офицерские звания Революционных вооружённых сил Кубы. Большинство молодых чилийских коммунистов были зачислены в военную школу имени Камило Сьенфуэгоса на Кубу, названную в честь великого кубинского патриота и героя национально освободительной войны против диктата США Камило Сьенфуэгоса (1932—1959) и в политическую школу имени Вильгельма Пика в ГДР. Ещё одна группа чилийских коммунистов отправилась получать военное образование в Болгарию. Впоследствии именно выпускники болгарских военных школ станут основой наиболее боеспособных партизанских подразделений.
На Кубе, в ГДР и Болгарии им предстояло пройти годичное обучение и стать младшими офицерами пехотных и артиллерийских подразделений.
К 1980 г. в ГДР и Болгарии были обучены примерно 100 чилийцев, при этом в ГДР и СССР годичную подготовку к 1978 г. прошли ещё примерно 50-60 чилийских социалистов. После прохождения обучения, в 1983 г. был создан «Патриотический Фронт Мануэля Родригеза» куда и были зачислены все эти военные. Руководитель Фронта стал Рауль Пеллегрин Фридман, — военный прошедший подготовку на Кубе. Финансировался Фронт также Кубой.

### Никарагуа
11 сентября 1973 года произошёл государственный военный переворот в Чили, в результате которого был свергнут легитимный президент страны Сальвадор Альенде и правительство Народного единства. Переворот был тщательно спланированной военной операцией, подготовленной и осуществлённой под руководством и при непосредственном участии ЦРУ США.
Хунта развела компанию террора против чилийских левых.
В 1974—1975 гг. кубинское революционное правительство Фиделя Кастро организовало несколько встреч с бежавшими из Чили коммунистами и социалистами. Встретилось правительство с такими известными личностями как Володя Тейтельбольм, Родриго Рохас, Гладис Марин и пр.
Фидель предложил чилийским коммунистическим лидерам организовать полноценную военную подготовку коммунистической молодёжи в военных училищах Восточного Блока. Речь шла о полноценном военном образовании, по завершении которого чилийцы получили бы офицерские звания Революционных вооружённых сил Кубы. Большинство молодых чилийских коммунистов были зачислены в военную школу имени Камило Сьенфуэгоса на Кубу, названную в честь великого кубинского патриота и героя национально освободительной войны против диктата США Камило Сьенфуэгоса (1932—1959) и в политическую школу имени Вильгельма Пика в ГДР. Ещё одна группа чилийских коммунистов отправилась получать военное образование в Болгарию. Впоследствии именно выпускники болгарских военных школ станут основой наиболее боеспособных партизанских подразделений.
После прохождения обучения чилийских левых отправили воевать в Никарагуа на стороне СФНО — Сандинисткого Фронта Национального Освобождения которая вела войну с 1961 г.
В начале 1979 года первый отряд чилийских коммунистов вошёл на территорию Никарагуа. Прибывшие чилийцы, к тому времени успевшие получить на Кубе профессиональное военное образование, стали отличной поддержкой для армии освобождения им. Сандино названную в честь великого никарагуанского патриота Аугусто Сесара Сандино, к тому же, сандинисты в тот момент испытывали большую потребность именно в военных специалистах — зенитчиках и артиллеристах. Чилийские интернационалисты участвовали в большинстве крупнейших сражений сандинистов, в том числе и непосредственно во взятии никарагуанской столицы Манагуа. Среди них был будущий руководитель чилийского подполья — Рауль Пеллегрин Фридман.

## Религия
Политика Кастро по отношению к религии была более умеренной, чем политики других коммунистических режимов. В частности, сам Кастро считал социализм и католическую религию схожими и признавал вклад христианства в революционные движения мира.

В 1980-х бразильский мятежный монах Фрей Бетто посещал Кубу, где провёл 4 длинные беседы с Фиделем Кастро результатом которых стала книга «Фидель и религия.» Согласно которой Фидель Кастро не считает фразу «Религия — опиум для народа» абсолютной ложью или абсолютной истиной, считает вывод никарагуанских революционеров о том, что верующие могут встать революционные позиции, абсолютно справедливым, а также утверждает что многие марксисты — доктринёры. 
«Многие марксисты — доктринёры. А я думаю, что доктринёрство в этом вопросе усложняет дело. Я верю, что мы должны думать о царстве земном, вы и мы, и должны как раз избегать конфликтов в вопросах, которые относятся к царству иному. И я говорю, что есть ещё доктринёры, нам это непросто, но наши отношения с церковью всё улучшаются, несмотря на столько факторов, как этот антагонизм. Конечно, мы переходим от антагонизма к совершенно нормальным отношениям. На Кубе не была закрыта ни одна церковь. И мы на Кубе даже выдвинули идею сотрудничества с церквями, материального сотрудничества — содействовать строительными материалами, средствами, то есть оказывать церкви материальную помощь, как это делается в отношении других общественных институтов. Но мы не страна, которая должна стать моделью в том, о чём я говорил. Хотя я думаю, что такое происходит. Такое намного лучше происходит в Никарагуа, такое намного лучше происходит в Сальвадоре. То есть то же самое, о чём мы говорили, начинают претворять на практике, проводить в жизнь, превращать в историческую реальность. Теперь я думаю, что церкви будут иметь намного больше влияния в этих странах, чем они имели на Кубе, потому что церкви были важнейшими факторами в борьбе за освобождение народа, за независимость нации, за социальную справедливость» (Беседы с Фреем Бетто, 1985 г.)
Логика тут такова: не стоит уходить в доктринёрство. Нужно думать всегда своей головой и решать независимо от своих политических взглядов. Следование конкретной доктрине усложняет дело и нужно быть гибким в таких вопросах.
«Нет ничего удивительного, что революционная мысль, которая зародилась с началом борьбы против этих вековых несправедливостей, была пропитана антирелигиозным духом. Да, зарождение идей революционного движения имеет реальное, историческое объяснение; этот дух проявился во Франции в ходе буржуазной революции, в борьбе против всего этого, и также проявился в революции большевиков; сначала он проявился в либерализме; уже в философии Жан-Жака Руссо и французских энциклопедистов проявлялся этот антирелигиозный дух, он ощущался не только в социализме; он проявился затем в марксизме-ленинизме, в силу этих исторических причин. Никогда не осуждался капитализм; быть может, в будущем, через сто, двести лет, когда уже больше не будет и следов этой капиталистической системы, кое-кто скажет с горечью: на протяжении веков церкви капиталистов не осуждали капиталистическую систему, не осуждали империалистическую систему…

Сегодня революционеры борются против этой господствующей системы эксплуатации, также безжалостной… И если ты говоришь, что в сегодняшних условиях Латинской Америки ошибочно ставить акцент на философских различиях с христианами, которые, будучи большинством народа, являются массовыми жертвами системы; ошибочно делать упор на этом аспекте, вместо того чтобы концентрировать силы … и объединить в общей борьбе всех, кто одинаково стремится к справедливости, — тогда я сказал бы, что ты прав; но я сказал бы, что ты гораздо более прав, поскольку мы видим, как повышается сознательность христиан или большей части христиан в Латинской Америке. Если мы будем учитывать этот факт и конкретные условия, то совершенно верно и справедливо заявлять, что революционное движение должно правильно подходить к этому вопросу и избегать любой ценой доктринной риторики, которая ранит религиозные чувства населения, включая трудящихся, крестьян, средние слои, что только помогало бы самой системе эксплуатации.» (Фидель Кастро, беседы с Фреем Бетто).
Логика тут такова: в определённый исторический период антирелигиозная мысль была абсолютна нормальна. Антитеизм шёл ещё начиная с просветительства и логично перешёл и на марксизм-ленинизм. Но это время прошло и теперь есть прецеденты того, как религиозные деятели воюют бок обок с коммунистами. Нужно не разъединяться, а объединятся для построения единого светлого мира!
«На Кубе не была закрыта ни одна церковь. И мы на Кубе даже выдвинули идею сотрудничества с церквями, материального сотрудничества — содействовать строительными материалами, средствами, то есть оказывать церкви материальную помощь, как это делается в отношении других общественных институтов. Но мы не страна, которая должна стать моделью в том, о чём я говорил. Хотя я думаю, что такое происходит. Такое намного лучше происходит в Никарагуа, такое намного лучше происходит в Сальвадоре.» (Фидель Кастро, беседы с Фреем Бетто)
Проще говоря, логика тут такова: политика гос. атеизма в нашем государстве нисколько не погубит нас, поскольку мы способны подавить всякое восстание, но само навязывание атеизма не является нормой и не правильно, когда гражданин из-за своей религии испытывает притеснения либо ограничен в каких-либо правах (включая вступление в партию). Поэтому, согласно поправкам в Конституции Кубы от 1992 года, верующим было разрешено вступать в Коммунистическую партию. Впрочем, необходимость уважения к религии как необходимость, дабы не позволить силам реакции спекулировать на этой почве также не отвергается:
«Думаете ли вы, что религия — опиум для народа?

Эта фраза, или лозунг, или постановка вопроса имеет историческое значение и абсолютно справедлива в определённый момент. Даже в современной ситуации могут сложиться обстоятельства, когда она будет выражением реальности. В любой стране, где высшая иерархия католической или любой другой церкви тесно связана с империализмом, с неоколониализмом, с эксплуатацией народов и людей, с репрессиями, не надо удивляться, если в этой конкретной стране кто-нибудь повторит фразу о том, что религия — опиум для народа, и также вполне понятно, что никарагуанцы, исходя из своего опыта и из позиции, занятой никарагуанскими священниками, пришли к выводу, на мой взгляд, тоже очень справедливому, о том, что, следуя своей религии, верующие могут встать на революционные позиции и не должно быть противоречия между его состоянием верующего и состоянием революционера. Но, разумеется, насколько я понимаю, эта фраза никоим образом не имеет и не может иметь характера догмы или абсолютной истины. По моему мнению, религия, с точки зрения политической, сама по себе, не опиум и не чудодейственное средство. Она может быть опиумом или замечательным средством в зависимости от того, используется ли она, применяется ли она для защиты угнетателей и эксплуататоров или угнетённых и эксплуатируемых, в зависимости от того, каким образом подходит к политическим, социальным или материальным проблемам человеческого существа, который, независимо от теологии и религиозных верований, рождается и должен жить в этом мире. С точки зрения строго политической, — а я думаю, что немного разбираюсь в политике, — я считаю даже, что можно быть марксистом, не переставая быть христианином, и работать вместе с коммунистом-марксистом ради преобразования мира» (Фидель Кастро. Беседы с Фреем Бетто, 1985 г.)